# 沖洲川
沖洲川（おきのすがわ）は、徳島県徳島市にある吉野川水系の河川である。

## 地理
徳島県徳島市を流れる吉野川河口から沖洲、末広、福島、住吉などの地域を通過し新町川河口で合流する。
上流部で住吉島川と合流。
水質はCODは4〜6ppmと少し汚れているが、透視度は50cm以上あるため良好な水質である（平成18年度の結果）。

## 橋梁
上流部より記載。
| 橋       | 道路                         | 備考 |
| -------- | ---------------------------- | ---- |
| 城東大橋 |                              |      |
| 沖洲橋   | 徳島県道38号沖ノ洲徳島本町線 |      |
| 沖洲大橋 |                              |      |

## 流域の施設
- 徳島港（南海フェリー）
- マリンピア沖洲
- 徳島県立徳島商業高等学校
- 徳島市立城東中学校